# Frans I van Bretagne
Frans I van Bretagne (Vannes, 11 mei 1414 - Saint-Avé, 17 juli 1450) was van 1442 tot aan zijn dood hertog van Bretagne en graaf van Montfort. Hij behoorde tot het huis Dreux-Bretagne.

## Levensloop
Frans I was de oudste zoon van hertog Jan V van Bretagne en Johanna van Valois, dochter van koning Karel VI van Frankrijk.
In 1442 volgde hij zijn vader op als hertog van Bretagne en graaf van Montfort. Tijdens zijn bewind kende Bretagne een periode van vrede en relatieve welvaart, ondanks de oorlogschaos in het grensgebied en de hoge belastingdruk voor de bevolking. Frans promootte ridderlijkheid en handel, richtte steden op en probeerde tevergeefs een universiteit te stichten in Nantes.
Tijdens de Honderdjarige Oorlog steunde Frans het koninkrijk Frankrijk. In 1449 vocht hij aan het hoofd van een leger van 6000 man onder zijn oom Arthur van Richmond in de laatste fase van deze oorlog en droeg zo bij tot de verdrijving van de Engelsen uit Normandië.
Zijn machtige broer Gilles eiste een deel van het hertogdom Bretagne op, maar Frans weigerde dat. Vervolgens bood Gilles zijn militaire diensten aan Engeland aan, waarna Frans zijn broer in 1446 liet arresteren. Gilles bleef tot aan zijn dood in gevangenschap en werd in 1450 gewurgd in zijn cel. Het is niet duidelijk welke rol Frans had in deze moord.
Frans overleed in juli 1450 op 36-jarige leeftijd, kort na de moord op zijn broer. Hij werd bijgezet in de Saint-Sauveurabdij van Redon. Omdat zonder overlevende mannelijke nakomelingen stierf, werd hij opgevolgd door zijn jongere broer Peter II.

## Huwelijken en nakomelingen
Op 28 augustus 1431 huwde Frans in Nantes met Yolande (1412-1440), dochter van hertog Lodewijk II van Anjou. Ze kregen een zoon:
- Reinoud (1434-1439), graaf van Montfort

Nadat hij weduwnaar geworden was, hertrouwde hij op 30 oktober 1442 in Auray met Isabella (1426-1494/1499), dochter van koning Jacobus I van Schotland. Ze kregen twee dochters:
- Margaretha (1443-1469), huwde in 1465 met hertog Frans II van Bretagne
- Maria (1446-1511), huwde in 1462 met burggraaf Jan II van Rohan

## Voorouders
| Voorouders van Frans I van Bretagne | Voorouders van Frans I van Bretagne                               | Voorouders van Frans I van Bretagne                               | Voorouders van Frans I van Bretagne                                   | Voorouders van Frans I van Bretagne                                   | Voorouders van Frans I van Bretagne                                        | Voorouders van Frans I van Bretagne                                        | Voorouders van Frans I van Bretagne                                        | Voorouders van Frans I van Bretagne                                        |
| ----------------------------------- | ----------------------------------------------------------------- | ----------------------------------------------------------------- | --------------------------------------------------------------------- | --------------------------------------------------------------------- | -------------------------------------------------------------------------- | -------------------------------------------------------------------------- | -------------------------------------------------------------------------- | -------------------------------------------------------------------------- |
| Overgrootouders                     | Jan van Montfort (1295-1345) ∞ Johanna van Vlaanderen (1295-1374) | Jan van Montfort (1295-1345) ∞ Johanna van Vlaanderen (1295-1374) | Karel II van Navarra (1332-1387) ∞1352 Johanna van Valois (1343-1373) | Karel II van Navarra (1332-1387) ∞1352 Johanna van Valois (1343-1373) | Karel V van Frankrijk (1338-1380) ∞ 1350 Johanna van Bourbon (1337-1378)   | Karel V van Frankrijk (1338-1380) ∞ 1350 Johanna van Bourbon (1337-1378)   | Stefanus III van Beieren (1337-1413) ∞ 1364 Taddea Visconti (1351-1381)    | Stefanus III van Beieren (1337-1413) ∞ 1364 Taddea Visconti (1351-1381)    |
| Grootouders                         | Jan IV van Bretagne (1339-1399) ∞ Johanna van Navarra (1370-1437) | Jan IV van Bretagne (1339-1399) ∞ Johanna van Navarra (1370-1437) | Jan IV van Bretagne (1339-1399) ∞ Johanna van Navarra (1370-1437)     | Jan IV van Bretagne (1339-1399) ∞ Johanna van Navarra (1370-1437)     | Karel VI van Frankrijk (1368-1422) ∞ 1385 Isabella van Beieren (1371-1435) | Karel VI van Frankrijk (1368-1422) ∞ 1385 Isabella van Beieren (1371-1435) | Karel VI van Frankrijk (1368-1422) ∞ 1385 Isabella van Beieren (1371-1435) | Karel VI van Frankrijk (1368-1422) ∞ 1385 Isabella van Beieren (1371-1435) |
| Ouders                              | Jan V van Bretagne (1389-1442) ∞ Johanna van Valois (1391-1433)   | Jan V van Bretagne (1389-1442) ∞ Johanna van Valois (1391-1433)   | Jan V van Bretagne (1389-1442) ∞ Johanna van Valois (1391-1433)       | Jan V van Bretagne (1389-1442) ∞ Johanna van Valois (1391-1433)       | Jan V van Bretagne (1389-1442) ∞ Johanna van Valois (1391-1433)            | Jan V van Bretagne (1389-1442) ∞ Johanna van Valois (1391-1433)            | Jan V van Bretagne (1389-1442) ∞ Johanna van Valois (1391-1433)            | Jan V van Bretagne (1389-1442) ∞ Johanna van Valois (1391-1433)            |
| Frans I van Bretagne (1414-1450)    |                                                                   |                                                                   |                                                                       |                                                                       |                                                                            |                                                                            |                                                                            |                                                                            |